# Кат Дециний
Кат Деци́ний (лат. Cat Decinius; умер после 61 года н. э.) — прокуратор Римской Британии во время антиримского восстания иценов и триновантов под предводительством Боудикки.

## Биография
Согласно Тациту отличался корыстолюбием, которое по мнению историка, стало одной из причин мятежа в провинции. После смерти короля иценов Прасутага его земли и имущество были конфискованы римскими властями, супругу Прасутага Боудикку подвергли публичной порке, а её двух дочерей изнасиловали. Имущество знатных иценов было конфисковано. Возмущённые действиями римлян ицены и тринованты начали восстание.
В 61 году восставшие ицены и тринованты атаковали бывшую столицу триновантов Камулодун (современный Колчестер). Осаждённые обратились за помощью к прокуратору провинции Кату Децинию, который прислал вспомогательные войска общей численностью 200 человек. Мятежники ворвались в Камулодун, который был разграблен и сожжён. Дециний бежал в Галлию и в том же году был заменён Гаем Юлием Альпином Классицианом.
Больше о нём нет никаких сведений.

## В кинематографе
В фильме «Будика: Королева воинов» роль Дециния играет известный британский актёр Ник Моран.